# Garage house
La Garage house, conosciuta anche come US garage, è un genere di musica dance nato a New York nei primi anni ottanta e sviluppata parallelamente alla musica house di Chicago. Nacque principalmente grazie al deejay Larry Levan. Il genere era una derivazione della disco realizzata però con largo uso di sintetizzatori, sequencer e drum machine, ma pur sempre accompagnati da una parte strumentale ed un cantato.
In seguito ne è derivata anche la UK garage, nata appunto nel Regno Unito agli inizi degli anni novanta.

## Storia
Il genere, nato come evoluzione della disco music, ma legato ad un circuito più underground rispetto a quest'ultima si affermò nella scena newyorkese nei primi anni '80. Iniziò quindi a nascere una scena di produttori newyorkesi come NYC Peech Boys (autori di "Don't Make Me Wait"), D Train ("Keep On"), mentre Larry Levan, DJ resident presso la discoteca Paradise Garage, iniziò a suonare nel suo locale questo nuovo tipo di musica, più lento e con maggiori influenze soul e groove rispetto per esempio, alla Chicago house del Warehouse. Nel suo periodo mainstream gli artisti di spicco del periodo a cavallo tra gli anni '80 e '90 furono i Deee-lite, Alison Limerick ed i Masters at Work.